# Пер Јакобсен
Пер Јакобсен (енгл. Per Jacobsen; Хејнсвиг, Данска, 23. фебруара 1935) дански слависта, филолог, лингвиста, академик и универзитетски професор, и инострани члан од 1988. године Српске академије наука и уметности.

## Биографија
Пер Јакобсен рођен је 1935. године у Хејнсвигу. Године 1957. године, након посете Београду је са студија медицине прешао на студије славистике. На Универзитету у Копенхагену дипломирао је славистику. На истом Универзитету у Копенхагену је и докторирао, и провео свој радни век: изабран је био за звање асистента, а потом је биран у сва научна звања. Оснивач је одсека за сербокроатистику Универзитета у Копенхагену (1968).
Бавио се књижевном анализом и тумачењима, лексикографијом, књижевношћу, али и превођењем. Сматра се најактивнијим преводиоцем дела аутора из Југославије. Тако су на данском језику објављени преводи дела Ива Андрића, Мирослава Крлеже, Ранка Маринковића, Миодрага Булатовића, Дубравке Угрешић, Луке Паљетка, Владимира Арсенијевића, Славенке Дракулић, Александра Тишме.
Осим књижевности, и друге области културе са простора некадашње Југославије су биле предмет Јакобсенових интересовања. Једна од њих је јужнословенска кинематографија коју је представио данској публици.
Пер Јакобсен је данас Професор Емеритус Универзитета у Копенхагену. И даље се бави научним радом, учествује у академском животу и активно се бави превођењем.

### Чланство у САНУ
За иностраног члана Српске академије наука и уметности изабрана је  15. децембра 1988. године. Члан је Одељења језика и књижевности САНУ.

## Награде и признања
- Добитник је награде српског ПЕН-а за свој преводилачки рад.[3]